# Expérience des deux ballons

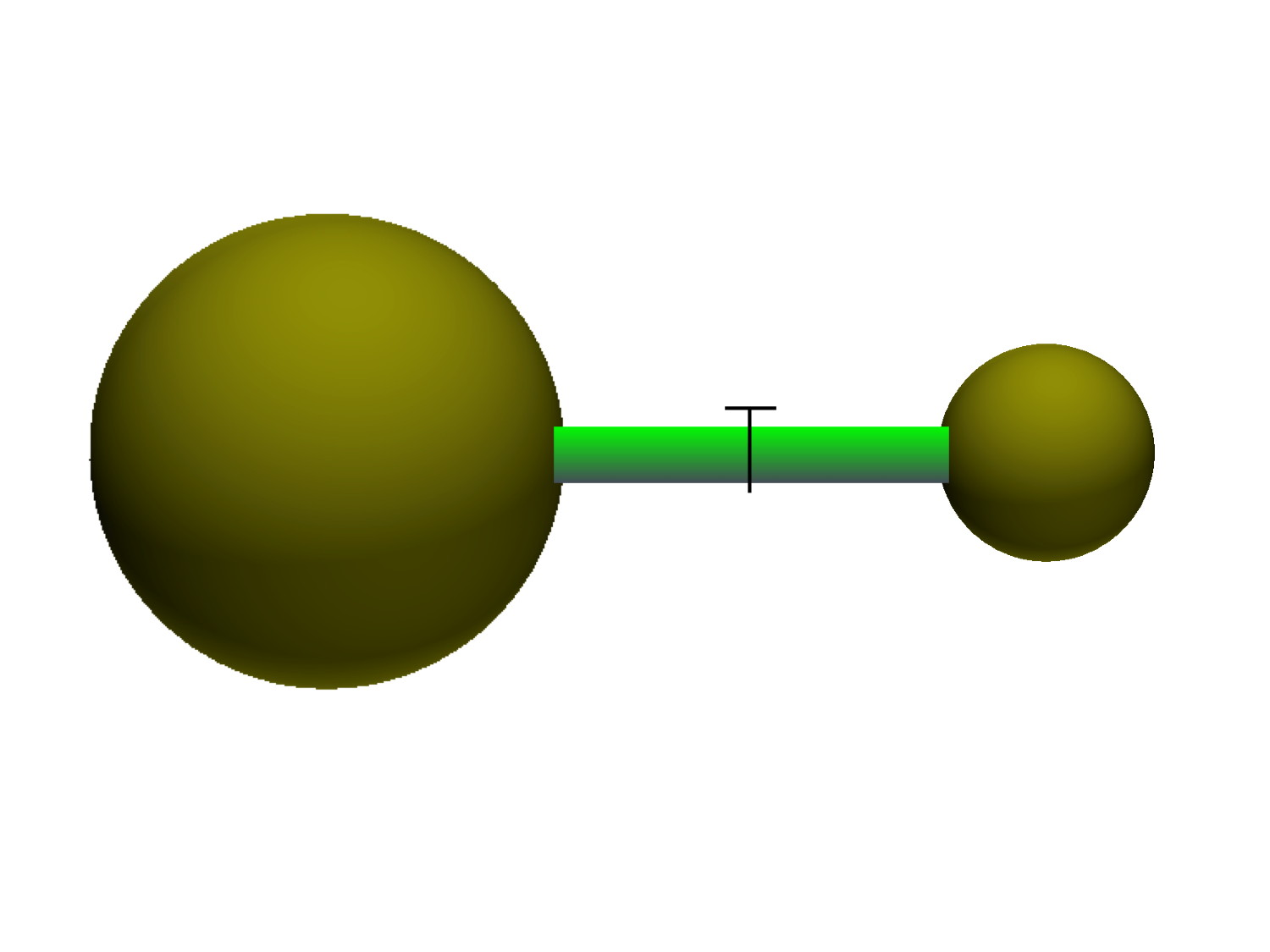
Fig. 1. Deux ballons sont connectés par un tube. Lorsque la valve est ouverte, le ballon le plus petit rétrécit et le plus grand se gonfle.

L’expérience des deux ballons est une expérience simple impliquant deux ballons et servant à montrer des propriétés de l’élasticité.

## Principe
Deux ballons de baudruche identiques sont gonflés à des diamètres différents et connectés par un tube. Le flux d'air à travers le tube est contrôlé par une valve. La valve est alors ouverte, laissant passer le flux d'air et le ballon le plus petit se rétrécit alors que le ballon le plus gros se gonfle encore plus. Ce résultat peut paraitre surprenant, la première impression étant que les deux ballons auront à la fin de l'expérience la même taille.
Ce comportement des ballons est expliqué pour la première fois théoriquement par David Merritt et Fred Weinhaus en 1978.

## Courbe de pression théorique
Pour comprendre le comportement des ballons, il faut comprendre comment la pression à l'intérieur des ballons varie avec le diamètre des ballons. Le moyen le plus simple pour cela est d'imaginer que le ballon est fait d'un grand nombre d'éléments élastiques, et d'analyser comment la taille de chaque élément est affectée par la force qu'il subit.
Le rapport contrainte-déformation (en) de James-Guth pour un parallélépipède élastique idéal est le suivant :
{\displaystyle f_{i}={1 \over L_{i}}\left[kKT\left({L_{i} \over L_{i}^{0}}\right)^{2}-pV\right].}
fi est la force externe appliquée dans la direction i, Li  est une dimension linéaire, k est la constante de Boltzmann,
K est une constante liée au nombre possible de configurations de connexions dans l’exemple, T est la température absolue,
Li0 est une dimension non étirée, p est la pression (hydrostatique) interne, et V est le volume. De plus la force est décomposée en deux parties : la première (causée par le réseau de polymère (en)) donne une tendance à se contracter, tandis que le second donne une tendance à se dilater.
On suppose que le ballon est composé d'un certain nombre de ces parallélépipèdes qui se déforment de la même façon à mesure de le ballon se gonfle. Parce que le matériau élastique résiste fortement aux changements de volume, son volume V peut être considéré comme constant. Cela permet d'écrire la relation contrainte-déformation de la manière suivante :
{\displaystyle f_{i}=\left(C_{1}/L_{i}\right)\left(\lambda _{i}^{2}-C_{2}p\right)}
avec λi=Li/Li0 l'extension relative. Dans le cas d'une sphère creuse à parois minces, toute la force qui étire le matériau élastique est dirigée tangentiellement à sa surface.  La force radiale (i.e. la force compressant les parois) peut donc être égale à zéro donc
{\displaystyle \lambda _{r}^{2}=(t/t_{0})^{2}=C_{2}p}
avec t0 et t les épaisseurs respectivement initiale et finale. Pour un ballon de rayon {\displaystyle r}, un volume fixe de matériau élastique signifie que r2t est constante, 
et donc 
{\displaystyle t\propto {\frac {1}{r^{2}}}}
d'où
{\displaystyle {\frac {t}{t_{0}}}=\left({\frac {r_{0}}{r}}\right)^{2}}
et l'équation de la force radiale devient
{\displaystyle p={\frac {1}{C_{2}}}\left({\frac {r_{0}}{r}}\right)^{4}}
L'équation de la force tangentielle ft (avec Lt {\displaystyle \propto } r) devient alors
{\displaystyle f_{t}\propto (r/r_{0}^{2})\left[1-(r_{0}/r)^{6}\right].}

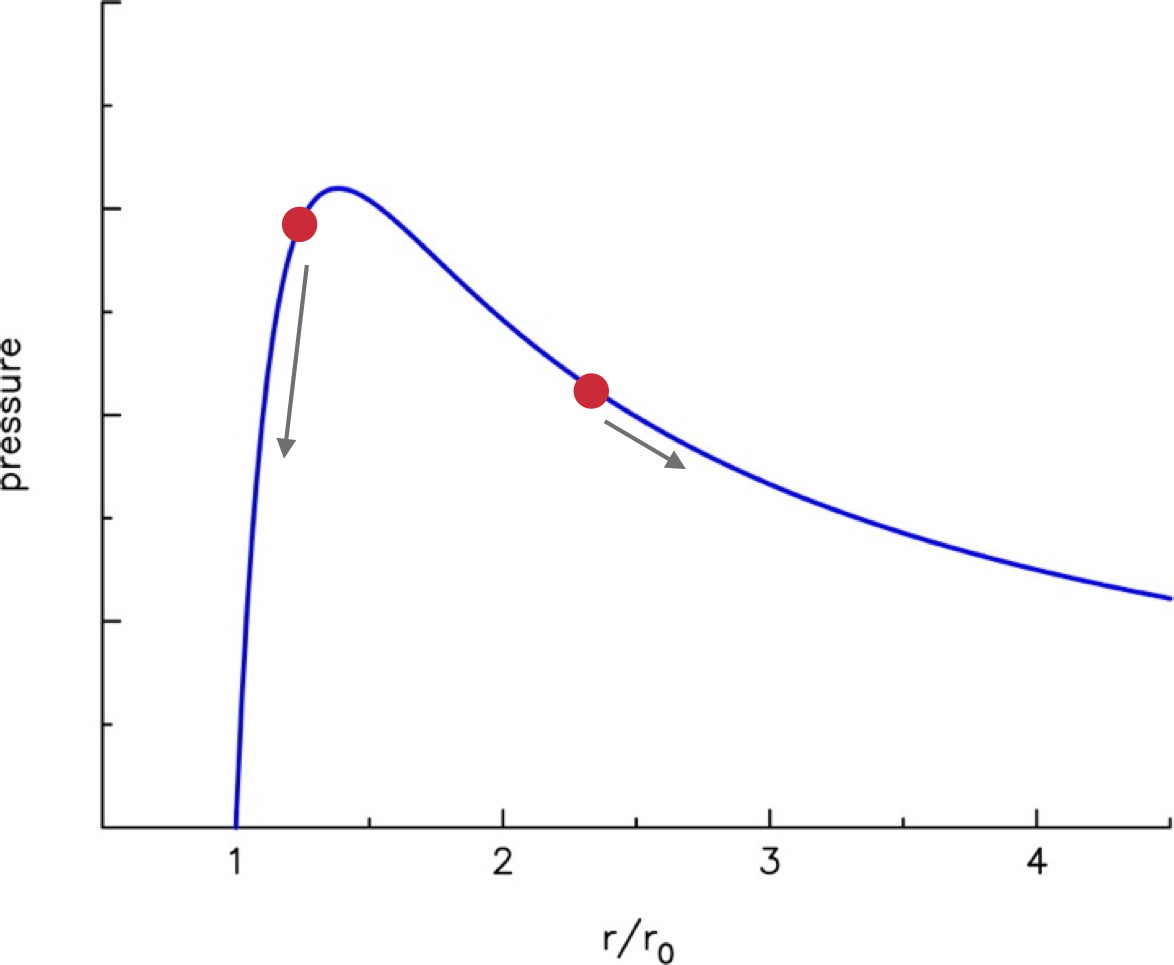
Fig. 2. Courbe de pression pour un ballon élastique idéal. Lorsque l'air est insufflé dans le ballon, la pression augmente rapidement jusqu'à atteindre un pic. L'ajout de plus d'air fait baisser la pression. Les deux points indiqués montrent les conditions initiales typiques de l’expérience. Lorsque la valve est ouverte, les ballons réagissent de la manière indiquée par les flèches.

L'intégration de la pression interne d'un hémisphère des ballons donne
{\displaystyle P_{\mathrm {in} }-P_{\mathrm {out} }\equiv P={\frac {f_{t}}{\pi r^{2}}}={\frac {C}{r_{0}^{2}r}}\left[1-\left({\frac {r_{0}}{r}}\right)^{6}\right]}
avec r0 le rayon du ballon non gonflé. Cette équation est représentée sur le schéma à gauche. La pression interne P atteint un maximum pour
{\displaystyle r=r_{p}=7^{1/6}r_{0}\approx 1.38r_{0}}
et tend vers zéro au fur et à mesure que r augmente. Ce comportement est remarquable lors du gonflage d'un ballon : une grande force est requise au début mais après que le ballon se soit élargi (à un rayon supérieur à rp) une force moins importante est nécessaire pour continuer le gonflage.

## Explication du phénomène
Lorsque la valve est ouverte, de l'air est expulsé du ballon où la pression est la plus forte vers celui où elle est la plus faible. La pression de ce second ballon augmente. La Figure 2 montre des conditions initiales typiques : le plus petit ballon a la pression la plus forte donc quand la valve est ouverte le plus petit ballon expulse de l'air dans le plus gros. Il devient plus petit et le grand devient plus grand. Le flux d'air cesse lorsque les deux ballons ont la même pression avec l'un d'entre eux dans la partie gauche de la courbe de pression (r<rp) et l'autre dans la partie droite (r>rp).

## Ballons non idéaux
Lors d'un gonflage important, la pression à l'intérieur d'un ballon en caoutchouc naturel augmente de nouveau. Cela est dû à un certain nombre de phénomènes physiques ignorés dans la théorie James/Guth : cristallisation de pression (en), flexibilité imparfaite des chaines moléculaires, effet stérique. Ainsi, si dès le départ les ballons sont fortement gonflés, d'autres résultats sont possibles dans l'expérience, et ceci rend le comportement de ballons en caoutchouc plus complexe que par exemple deux bulles de savon connectées. De plus le caoutchouc subit une hystérésis : la pression ne dépend pas juste du diamètre du ballon mais également de la manière dont a débuté le gonflage et la direction du gonflage. Ce système a été modélisé par de nombreux auteurs ,, par exemple pour obtenir un diagramme de phase montrant les conditions nécessaires pour que le petit ballon gonfle le gros ou le contraire.